# アンコーナ県

アンコーナ県
Provincia di Ancona

アンコーナ県（アンコーナけん、イタリア語: Provincia di Ancona）は、イタリア共和国マルケ州に属する県の一つ。県都アンコーナは、マルケ州の州都でもある。

## 地理

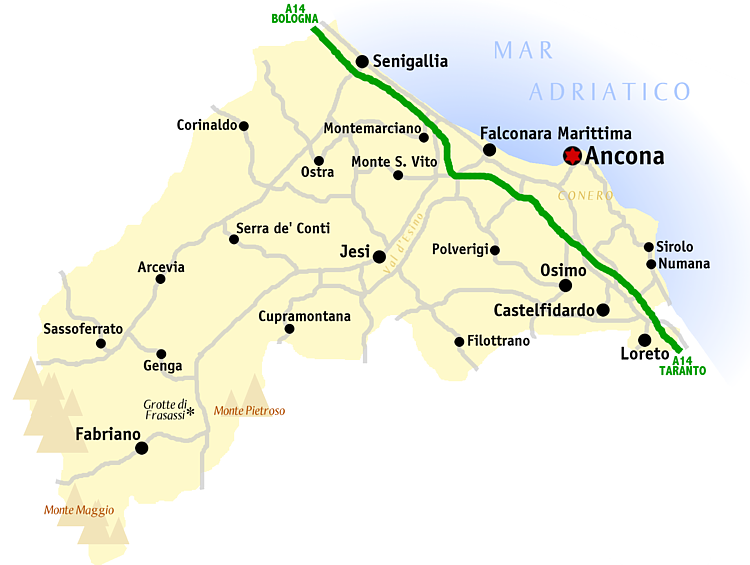
アンコーナ県概略図

### 位置・広がり
マルケ州北部に位置する県で、東にアドリア海に面し、西にウンブリア州と接する。県都アンコーナは、ペーザロから南東へ59km、ペルージャから東北東へ107km、ペスカーラから北北西へ140km、首都ローマから北北東へ208kmの距離に位置する。
隣接する県は以下の通り。
| - マチェラータ県 - 南 - ペルージャ県（ウンブリア州） - 西 - ペーザロ・エ・ウルビーノ県 - 北西 |

### 主要な都市

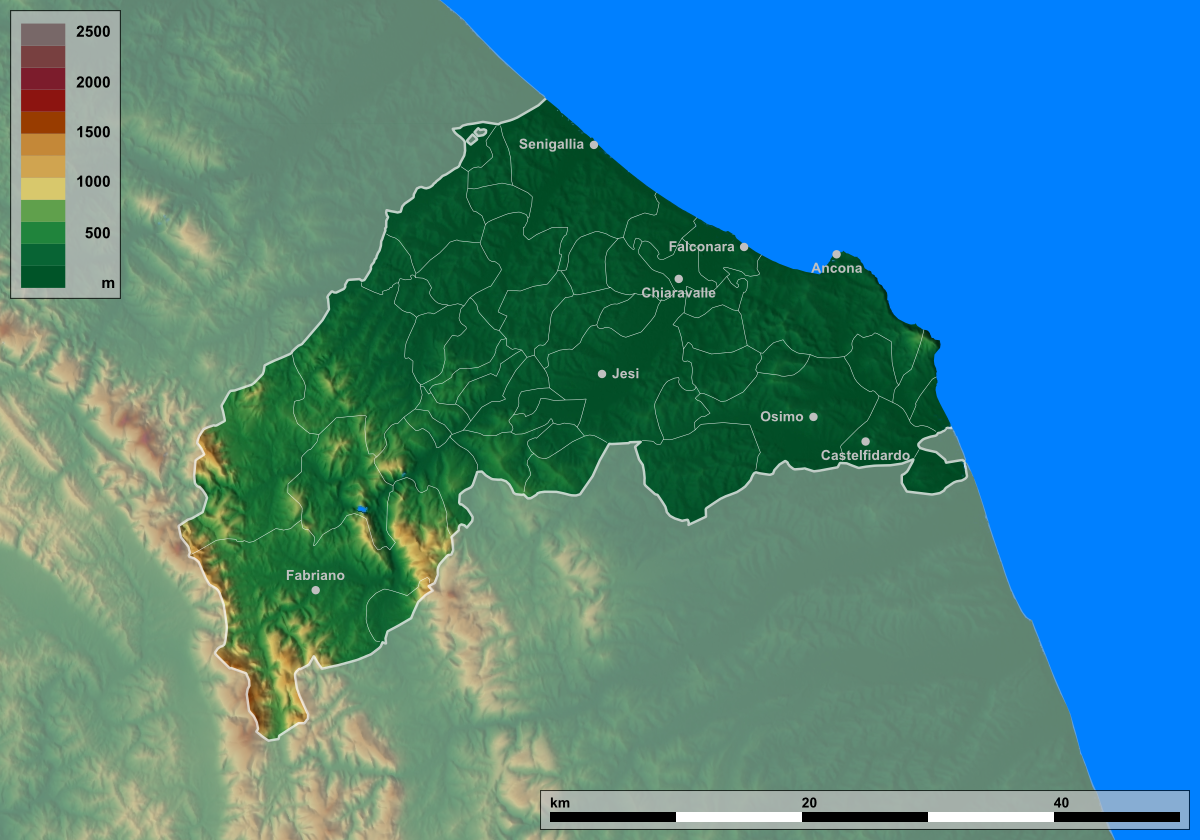
地勢図

2001年の国勢調査に基づく居住地区（Località abitata）別人口統計によれば、人口1万人以上の都市は以下の通り。
- アンコーナ - 90,565人
- イェージ - 35,657人
- セニガッリア - 28,516人
- ファルコナーラ・マリッティマ - 27,352人
- ファブリアーノ - 21,515人
- オージモ - 15,544人
- カステルフィダルド - 13,409人
- キアラヴァッレ - 12,884人

- アンコーナ
- イェージ
- セニガッリア
- ファブリアーノ

## 行政区画

### コムーネ

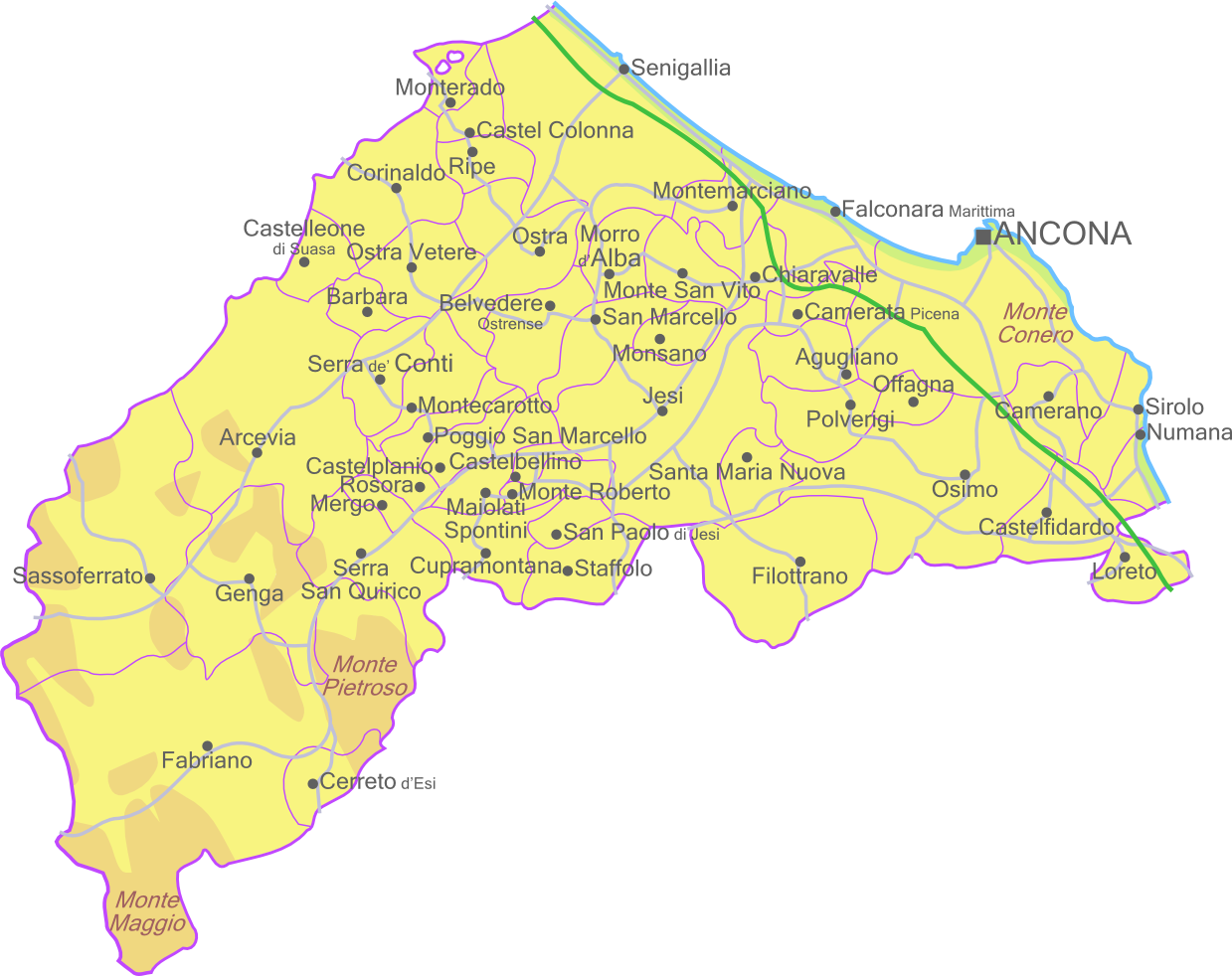
アンコーナ県のコムーネ

アンコーナ県には47のコムーネが属する。主要なコムーネ（人口上位10位）は下表の通り。左端の数字はISTATコードを示す。人口は2023年1月1日現在。
| コード | 自治体名                     | 人口   |
| ------ | ---------------------------- | ------ |
| 042002 | アンコーナ                   | 98,950 |
| 042045 | セニガッリア                 | 44,203 |
| 042021 | イェージ                     | 39,236 |
| 042034 | オージモ                     | 34,737 |
| 042017 | ファブリアーノ               | 28,970 |
| 042018 | ファルコナーラ・マリッティマ | 25,579 |
| 042010 | カステルフィダルド           | 18,459 |
| 042014 | キアラヴァッレ               | 14,319 |
| 042022 | ロレート                     | 12,925 |
| 042027 | モンテマルチャーノ           | 9,780  |

21世紀に入って以降、以下のコムーネ統廃合 (it:Fusione di comuni italiani) が行われている。
2014年発足
- トレカステッリ（カステル・コロンナ、リーペ、モンテラードが合併）

## 交通

### 主要な道路
高速道路（アウトストラーダ）
- アウトストラーダ A14
〔ボローニャ - ペーザロ〕 - セニガッリア - ファルコナーラ・マリッティマ - アンコーナ - カステルフィダルド - 〔バーリ - ターラント〕

国道
- SS16 (it:Strada statale 16 Adriatica) 
〔パドヴァ - ペーザロ〕 - セニガッリア - ファルコナーラ・マリッティマ - アンコーナ - カステルフィダルド - 〔バーリ - オトラント〕

### 主要な鉄道
おおむね北および西を優先し、通過点もしくはその近傍の地名を示す。〔　〕内は州外。
- ボローニャ＝アンコーナ線 (it:Ferrovia Bologna-Ancona) 
〔ボローニャ - ペーザロ〕 - セニガッリア - ファルコナーラ・マリッティマ - アンコーナ

- アドリアティカ線 (it:Ferrovia Adriatica) 
アンコーナ - カステルフィダルド - 〔サン・ベネデット・デル・トロント - バーリ - レッチェ〕

- ローマ＝アンコーナ線
〔ローマ - オルテ - テルニ〕- ファブリアーノ - イェージ - アンコーナ

- チヴィタノーヴァ・マルケ＝ファブリアーノ線 (Ferrovia Civitanova Marche-Fabriano) 
ファブリアーノ - 〔マチェラータ - チヴィタノーヴァ・マルケ〕

### 主要な港湾

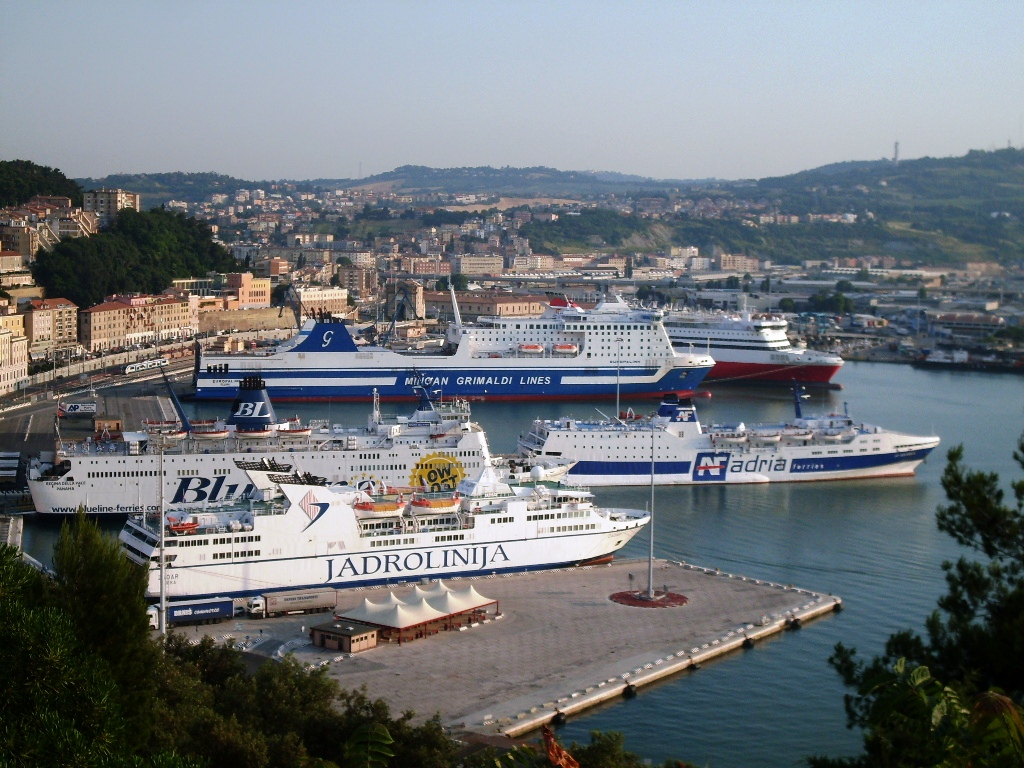
アンコーナ港

- アンコーナ港 (it:Porto di Ancona)

### 空港
- アンコーナ・ファルコナーラ空港 (it:Aeroporto di Ancona-Falconara)

## 人物

### 著名な出身者
- フリードリヒ2世 - 12世紀の神聖ローマ皇帝。イェージ生まれ。
- ジョヴァンニ・バッティスタ・ペルゴレージ - 18世紀のオペラ作曲家。イェージ生まれ。
- マイオラーティ・スポンティーニ - 19世紀のオペラ作曲家。マイオラーティ・スポンティーニ生まれ。
- ピウス9世 - 19世紀の聖職者、ローマ教皇（在位: 1846年 - 1878年）。セニガッリア生まれ。
- マリア・モンテッソーリ - 19-20世紀の医学者・幼児教育者、モンテッソーリ教育開発者。キアラヴァッレ生まれ。
- カルロ・ウルバニ - 20-21世紀の医師。重症急性呼吸器症候群 (SARS) の報告で知られる。カステルプラーニオ生まれ。
- ロベルト・マンチーニ - サッカー選手・指導者。イェージ生まれ。